# BSPP (دواء)
BSPP هو مركب يستخدم في البحث العلمي والذي يعمل كمعدّل خيفي إيجابي في مستقبل GABAB.  GABAB له تأثير تآزري مع منبهات GABAB مثل باكلوفين في مستقبلات GABAB ولكن ليس مستقبلات غير متجانسة ، مما يشير إلى أنه قد يكون مفيدًا للتمييز بين هذه الأنواع الفرعية لمستقبلات GABAB.

## الميزات
| ميزة                       | قيمة |
| -------------------------- | ---- |
| عدد متقبلات الهيدروجين     | 2    |
| عدد المتبرعين بالهيدروجين  | 2    |
| عدد روابط الدوران          | 5    |
| معامل التقسيم (ALogP)      | 5,7  |
| الذوبان (logS, log(mol/L)) | -6,9 |
| السطح القطبي (PSA, Å2)     | 40,5 |